# Information Awareness Office
Information Awareness Office (IAO) skapades år 2002 via organisationen DARPA, vilket lyder under amerikanska försvarsdepartementet. Syftet var att samla olika pågående projekt beställda av DARPA, med inriktning på internet-monitorering.
Avlyssningen var avsedd att skydda USA mot terroristhot.
Efter 11 september-attackerna kom idén till IAO från President Ronald Reagans tidigare säkerhetsrådgivare Admiral John Poindexter samt Brian Hicks som var VD för ett dotterbolag till SAIC.
Poindexter och Hicks hade tidigare jobbat tillsammans i andra projekt kring underrättelseverktyg. Även DARPA's chef Anthony Tether, tillsatt efter 11 september-attackerna, kom från en chefsbefattning på företaget SAIC. 
Efter en artikel i New York Times 2003 väcktes en massiv kritik mot IAO, för att det var integritetskränkande mot alla amerikanska medborgare. Kongressen avslog därefter budgeten för IAO på 200 miljoner dollar, men flera olika delprojekt inom IAO har ändå levt vidare under andra namn. DARPA:s verksamhet har under Bush-administrationen skyddats genom införandet av en högre sekretess.